# Lærdalstunnel
De Lærdalstunnel (Noors: Lærdalstunnelen) was ten tijde van de opening met 24,5 kilometer de langste autotunnel ter wereld. De tunnel is onderdeel van de hoofdroute van Oslo naar Bergen in Noorwegen, de E16, en is aangelegd omdat de oude route van Oslo naar Bergen 's winters vanwege de sneeuw vaak afgesloten was.
De tunnel loopt van Lærdal naar Aurland. Deze plaatsjes liggen aan de Sognefjord, die met 204 km de op een na langste fjord ter wereld is.

## De bouw van de tunnel
De bouw van deze tunnel begon in 1995 en de tunnel werd op 27 november 2000 door koning Harald V geopend. De kosten bedroegen 930 miljoen Noorse kronen (circa 120 miljoen euro). De tunnel is tolvrij.
De tunnel heeft verschillende veiligheidsvoorzieningen:
- luchtverversing
- brandblussers
- SOS-telefoons
- keerpunten
- uitwijkpunten
- elke 6 km speciale ruimtes met nagebootst daglicht voor variatie en om bestuurders wakker te houden.
- Bij het ontwerpen van de tunnel werden ook lichte bochten aangelegd om de bestuurders alert te houden en verveling tegen te gaan.
- In de tunnel bevindt zich op elke kilometer een bord dat aangeeft hoeveel kilometer al afgelegd is en hoeveel kilometer nog te gaan.

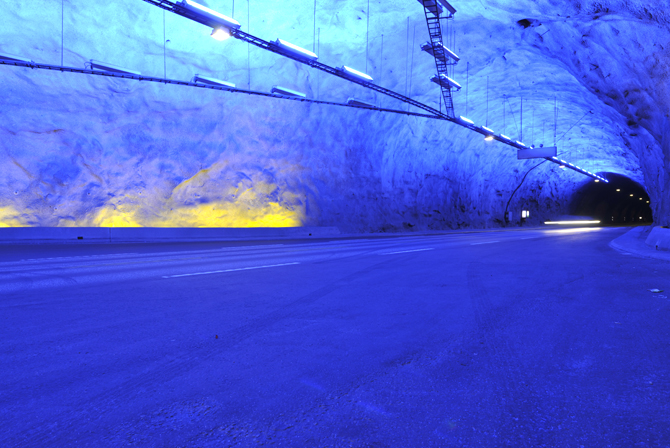
Eerste en laatste ruimte met daglicht in de tunnel

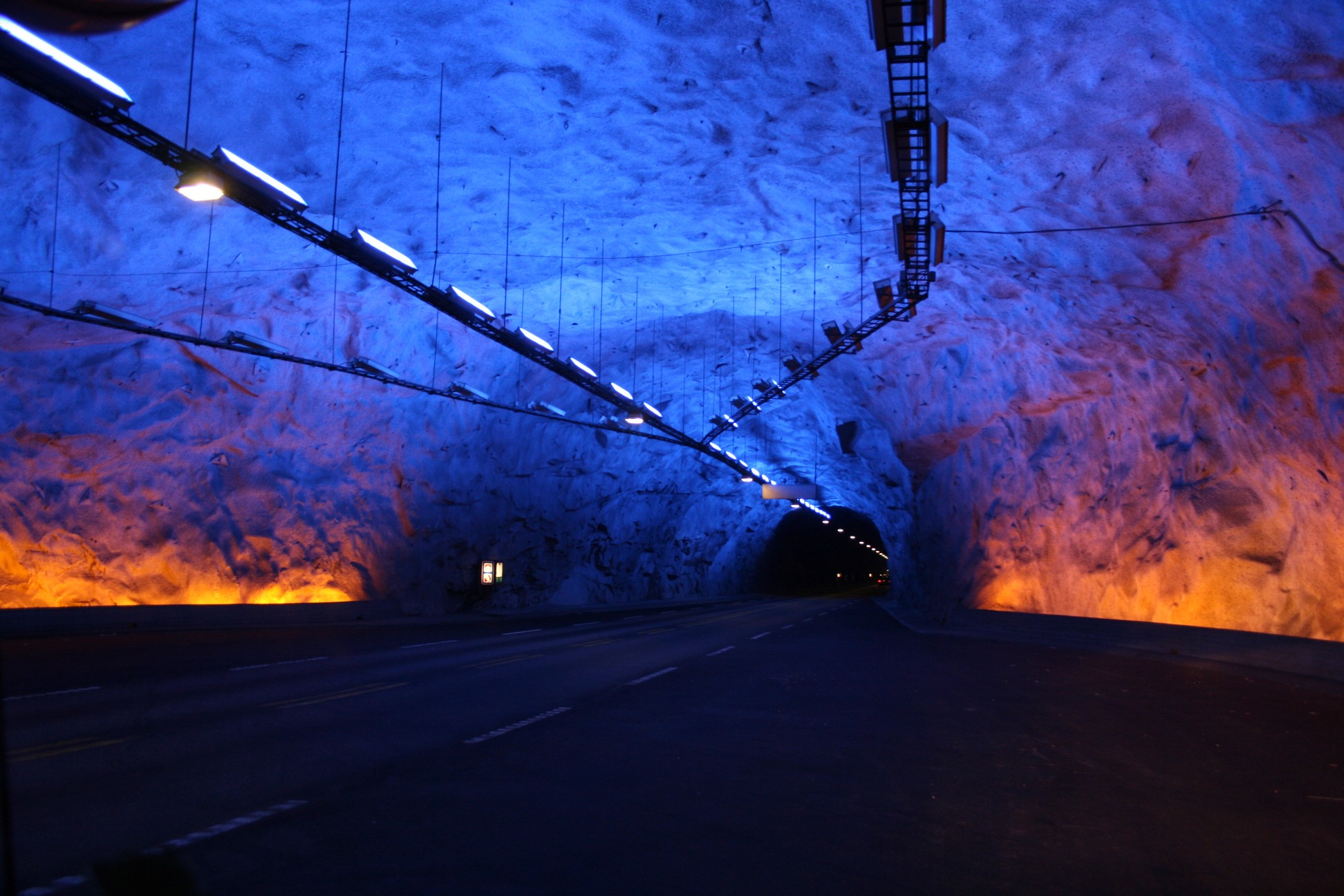
De ruimtes zijn voorzien van blauwe en gele verlichting